# Leptoiulus dolinensis
Leptoiulus dolinensis är en mångfotingart som beskrevs av Karl Wilhelm Verhoeff 1928. Leptoiulus dolinensis ingår i släktet Leptoiulus och familjen kejsardubbelfotingar. Inga underarter finns listade i Catalogue of Life.